# بلانكا نونيز دي لا سيردا ولارا
بلانكا نونيث دي لا سيردا ولارا (حوالي. 1317 - 1347) هي نبيلة قشتالية.
هي ابنة فرناندو دي لا سيردا (1322-1275) وخوانا نونيز دي لارا المعروفة بـ لا بالوميلا. 
كانت بلانكا الزوجة الثانية لـ خوان مانويل، أمير بليانة (1349-1282) أحد أفراد العائلة الملكية القشتالية، ابنتهما خوانا مانويل تزوج من ابن الغير الشرعي لـ ألفونسو الحادي عشر إنريكي الثاني ملك قشتالة، وأصبحت معه لاحقاً الملكة القرينة، وهي والدة خوان الأول ملك قشتالة.